# 明治六大教育家
明治六大教育家是明治时期的六位日本杰出教育家。当时称为故六大教育家或帝国六大教育家，大正时期之后称之为明治六大教育家。

## 历史
1907年5月、帝国教育会、東京府教育会、東京市教育会在位于东京工业大学礼堂内举办了为期两天的全国教育家大集会，选出六位“对近代早期教育做出贡献的晚期教育家代表”，并进行悼念仪式。。
大木喬任（おおき たかとう）担任文部大臣并建立了现代教育体系。
森有礼（もり ありのり）创立明六社，担任文部大臣改革学制
近藤真琴（こんどう まこと）创立攻玉塾，主要活跃于数学、工程和航海领域。
中村正直（なかむら まさなお）创立同人社，翻译《自助论》
新島襄（にいじま じょう）创立同志社，培养教育英语和基督教领域诸多人才
福澤諭吉（ふくざわ ゆきち）创立慶應義塾，作为广泛熟知的思想家而闻名，主要活跃于法律和经济学领域

## 三大义塾
- 慶應義塾（现：慶應義塾大學）
- 同人社
- 攻玉塾（现：攻玉社中学校・高等学校）

六位教育家中，福澤、中村、近藤设立的学校并称「三大義塾」或「東都三塾」。